# Międzychodzkie Towarzystwo Wioślarzy 1928
Międzychodzkie Towarzystwo Wioślarzy (zwane również: MTW w Międzychodzie) – nieistniejący klub wioślarski założony w 1928 roku w Międzychodzie. Jeden z najstarszych klubów powiatu międzychodzkiego. Klub zaprzestał działalności we wrześniu 1939.

## Barwy klubowe
Barwami klubu była bandera w kolorze białym z niebieskimi poziomymi pasami, a na dodatkowym białym poprzecznym pasie znajdowała się czerwona sześcioramienna gwiazda. Barwy wioseł powielały ten wzór, z tym, że w sposób uproszczony: na białym piórze wiosła znajdowały się dwa poprzeczne niebieskie pasy, z czerwoną sześcioramienną gwiazdą w centralnym miejscu (na białym polu).

## Historia
Inicjatywa założenia towarzystwa wioślarskiego wyszła od kupca Stanisława Przybylskiego, byłego członka poznańskiego TW Polonia. Wspólnie z J. Lamperskim, A. Musielakiem, B. Gryszczyńskim, K. Paczyńskim, W. Wrzesińskim oraz J. Ostojskim stworzył na wiosnę 1928 Komitet Organizacyjny, który zwołał w dniu 9 czerwca tego roku zebranie założycielskie towarzystwa. Na zebraniu uchwalono statut i wybrano pierwszego Prezesa – Jarosława Lamperskiego. Początkowo członkiem towarzystwa mogli być wyłącznie mężczyźni, a od 1933 również kobiety. Z uwagi na konieczność posiadania munduru galowego oraz płacenia relatywnie dużych składek, do MTW należeli głównie kupcy, urzędnicy oraz pracownicy umysłowi i przedstawiciele wolnych zawodów. W roku powstania MTW liczyło 16 członków, później liczba ta wzrosła do ponad 50.
Początkowo posiadane łodzie klub przechowywał w wynajętej szopie. Dopiero w 1932 zdołano wybudować własną przystań – znajdowała się ona w międzychodzkim porcie na dzierżawionej od miasta działce nad Wartą.
Towarzystwo miało na celu krzewienie sportu wioślarskiego, naukę pływania, a także organizowanie życia towarzyskiego. Przede wszystkim koncentrowało się jednak na turystyce wioślarskiej – tak jednodniowej, jak też wielodniowej. Podczas niektórych wycieczek, członkowie MTW odwiedzali niemieckie kluby wioślarskie. Oprócz tego, MTW organizowało na przystani zabawy, tańce, a także bale karnawałowe. Szczególnie hucznie odbywały się na przystani obchody wianków oraz coroczne otwarcie sezonu wioślarskiego. 
Druga wojna światowa przerwała działalność Międzychodzkiego Towarzystwa Wioślarzy. Niemcy przejęli nieruchomość MTW, podczas gdy Polakom zabronione było uprawianie jakichkolwiek sportów. Po wojnie nie doszło do wznowienia działalności klubu.

## Sekcja kajakarska
Począwszy od 1932 roku, MTW posiadał również sekcję kajakarsko-turystyczną. Miała ona przygotowywać młodzież do sportu wioślarskiego – na kajakach pływali kandydaci na członków Towarzystwa.

## Prezesi Towarzystwa
Prezesami Międzychodzkiego Towarzystwa Wioślarzy byli:
- Jarosław Lamperski – od 06.1928 do 02.1929,
- Józef Ostojski – od 02.1929 do 06.1929,
- M. Garstecki – od 06.1929 do 03.1930,
- L. Remiszewski – od 03.1930 do 1937,
- W. Kujawski – od 1937 do 09.1939[3].

## Rywalizacja sportowa
Rywalizacja sportowa nie była w działalności Towarzystwa priorytetem. Członkowie MTW uczestniczyli niemal wyłącznie w lokalnych zawodach - wewnątrzklubowych lub przeciwko pobliskim wioślarskim towarzystwom z terenu Niemiec. W rywalizacji krajowej organizowanej przez Polski Związek Towarzystw Wioślarskich. zawodnicy MTW uczestniczyli jedynie w latach:
- 1935 - zostali sklasyfikowani na 41. miejscu w drużynowej klasyfikacji[4].
- 1937 - w zawodach ogólnopolskich w Poznaniu uczestniczyła czwórka juniorów MTW, została jednak pokonana przez konkurentów z klubu Ruderclub Neptun[3].